# 1457 en musique classique
| \| • Retour à la chronologie générale de la musique classique • \| |
| Grèce • Rome • Haut Moyen Âge • VIIIe siècle • IXe siècle • Xe siècle • XIe siècle XIIe siècle • XIIIe siècle • XIVe siècle • XVe siècle • XVIe siècle • XVIIe siècle XVIIIe siècle • XIXe siècle • XXe siècle • XXIe siècle |
| • Retour à la chronologie générale de la musique classique • |

| Années en musique classique : 1454 - 1455 - 1456 - 1457 - 1458 - 1459 - 1460    |
| Décennies en musique classique : 1420 - 1430 - 1440 - 1450 - 1460 - 1470 - 1480 |

## Naissances
Vers 1457 :
- Jacob Obrecht, compositeur franco-flamand († vers 1505).

## Décès
Vers 1457 :
- Johannes de Quadris, compositeur italien, premier Maître de chapelle de la Cappella Marciana (° vers 1410).